# الکساندر علیف (کشتی‌گیر)
الکساندر علیف (روسی: Александр Кисметович Алиев; ۲۵ آوریل ۱۹۵۵) کشتی‌گیر فرنگی اهل اتحاد جماهیر شوروی بود.
وی در مسابقات کشوری و بین‌المللی در مجموع برندهٔ ۱ مدال نقره، ۱ مدال برنز شده‌است.